# 吉崎清富
吉崎 清富（よしざき きよとみ、1940年 - ）は、日本の現代音楽作曲家。

## 略歴
秋田県大館市生まれ。中学卒業と同時に上京し、桜美林高等学校卒業。東京芸術大学卒業、同大学院修了。作曲を下総皖一、石桁眞禮生に師事。ドイツ政府給費留学生としてベルリン国立音楽大学に留学。ボリス・ブラッハー、ジェルジ・リゲティに学ぶ。在学中の69、70、72年、ダルムシュタット夏季現代音楽講習会に参加。ヴィオッティ国際音楽コンクール、ベルリン国際作曲コンクールなどの国際コンクールで入賞を果たす。同大卒業後、ベルリン工科大学電子音楽スタジオ研究員に着任。79年、スタンフォード大学コンピュータ音楽セミナーに参加。
鹿児島大学講師着任後、東京学芸大学教授、国立音楽大学講師、鹿児島大学教授を歴任。『杵屋正邦における邦楽の解体と再構築』により博士号（文学）取得（2000年、大阪大学）。2021年、瑞宝中綬章受章。
石桁眞禮生門下生による「環」、三枝成彰、西村朗、松平頼暁、水野修孝らと結成した「オーケストラ・プロジェクト」、自らが主宰する作曲グループ「パッケージ21」等において、ユニークで鮮烈な作品を多数発表。NHK電子音楽スタジオ等からの委嘱による電子音響作品やコンピュータ音楽作品も手掛ける。実験精神に溢れながらも正統な現代作曲技法に裏打ちされた作風は、極めて独創的な音楽世界を確立したものとして高く評価されている。

## 主要作品

### 管弦楽
- オーケストラのためのマスク（1975年）
- オーケストラのための秩序と無秩序の宮（1979年）
- オーケストラのための問いと答え（1981年）
- オーケストラのための甘美なゲーム（1983年）
- 新しい天地 －独唱、電子オルガン、オーケストラのために－（1990年）

### 室内楽
- ヴィオラ・ソロ（1969年）
- 6～9人の奏者のための音楽（1969年）
- クラリネット四重奏のためのマスク（1970年）
- ヴァイオリンとヴィオラのための二重奏曲（1971年）
- 詩篇 －ピアノのための－（1972年）[3][4][5]
- マリンバのためのグリーン・スペース [Green space for marimba]. Contemporary Japanese music series (175). 音楽之友社. (1979). NCID BA50911091
- 打楽器のための秩序と無秩序の宮（1980年）[6]
- エトスとパトスの広場 －ピアノのための－（1982年）[7]
- 赤い虹の詩 : マリンバカルテットのための [Red rainbow rhyme for marimba quartet]. 日本作曲家協議会. (1985). NCID BA65207664
- カバラ バラカ ラカバ －不特定楽器のための－（1985年）
- 日本作曲家協議会 [編] (1985). “キツネとレストラン”. ピアノのゆうえんち : 329人の作曲家による小曲集. 4. 音楽之友社- 独奏・独唱譜（無伴奏）
- Viola Sola（1986年）
- 神聖な舞踏 －フルート、オーボエ、ファゴットのために－（1987年）
- 東京ストリート －2ヴァイオリン－（1988年）
- SEOUL・TOKYO・SEOUL －2ユーフォニウム、2チューバ－（1989年）
- The realm of cabala : for flute and piano = カバラの王国 : (1987) : フルートとピアノのために. 日本作曲家協議会. (1989). NCID BA39716820

### 声楽
- カンタータ第二番（1974年）
- 眠れぬ夜のために －シアター・ピース－（1977年）[8]
- 詩篇歌曲（1978年）

### 電子音楽
- 空の空 －電子音楽－（1971年）
- 音と光と時間と －電子音楽－（1977年）
- グリーンスペースの宮 －電子音楽－（1978年）[9]

## 著書
- 『対位法の泉 : 実習と理論史』音楽之友社、1989年。 NCID BN03671799。[10]
- 『杵屋正邦における邦楽の解体と再構築』出版芸術社、2001年。 NCID BA5443003X。
- 『シンメトリーの楽しみ』幻冬舎メディアコンサルティング,幻冬舎 (発売)、2016年。 NCID BB23103987。

## 訳書
- Brindle, Reginald Smith『新しい音楽 : 1945年以降の前衛』アカデミア・ミュージック、1988年。 NCID BN02321951。- R.スミスーブリンドルの邦訳

## 録音
- 『無秩序の宮の時』(In time of the disorderly palace for percussionists)[11]
- 『カバラ』[12]
- 『エトスとパトスの広場』(The place of ethos and pathos)[11]
- 『新しい天地 : 独唱・電子オルガン・オーケストラのために』(New heaven and earth for soli, electronic organ and orchestra)[13]
- 『電子音楽のためのグリーンスペースの宮』(Palace of green space for electronic music)[14]